# Christof Gasser
Christof Otto Gasser (* 15. September 1960 in Zuchwil, Kanton Solothurn) ist ein Schweizer Schriftsteller.

## Leben
Gasser wuchs in Zuchwil bei Solothurn auf, wo er nach der obligatorischen Schulzeit von 1977 bis 1980 eine kaufmännische Berufsausbildung im Webmaschinenproduktionswerk der Gebrüder Sulzer AG in Zuchwil absolvierte. Nach Abschluss eines Betriebswirtschaftsstudiums an der Höheren Wirtschafts- und Verwaltungsschule HWV in Olten, einer der Vorgängerinstitutionen der Fachhochschule Nordwestschweiz, arbeitete er von 1991 bis 2011 in verschiedenen Führungsfunktionen bei dem zum Swatch-Konzern gehörenden Uhrwerke-Hersteller ETA SA Manufacture Horlogère Suisse in Grenchen, wovon zwölf Jahre als Logistikleiter und später als Managing Director der Produktionszentren für Uhrenbestandteile in Thailand und Malaysia.
Er nahm an verschiedenen Schreibworkshops und Seminaren in englischer und deutscher Sprache teil, unter anderem bei Milena Moser und Donna Leon. Eine berufliche Veränderung brachte ihn 2013 dazu, sich vermehrt dem Schreiben von Romanen zu widmen.
Gasser ist verheiratet und lebt in der Nähe von Solothurn. Er ist Mitglied des A*dS, Autorinnen und Autoren der Schweiz, des Syndikats, Verein für deutschsprachige Kriminalliteratur und des Vereins Krimi Schweiz – Verein für schweizerische Kriminalliteratur, welcher seit Frühjahr 2021 das Schweizer Krimiarchiv in Grenchen betreibt. Unter der Ägide des Vereins wurden im Herbst 2021 das erste Schweizer Krimifestival und die Verleihung des ersten Schweizer Krimipreises in Grenchen durchgeführt.

## Werk
Mit «Solothurn trägt Schwarz» erschien 2016 sein erster Kriminalroman, gefolgt von «Solothurn streut Asche» (2017) und «Solothurn spielt mit dem Feuer» (2018). Die fiktiven Protagonisten sind der Chefermittler der Solothurner Kantonspolizei, Hauptmann Dominik Dornach, sowie die aus der Zentralschweiz stammende Staatsanwältin mit italienischen Wurzeln Angela Casagrande. Gasser verleiht den Geschichten Lokalkolorit, indem er sie in der Stadt Solothurn und ihrer Umgebung verankert. Bisher (Stand September 2023) sind sechs Romane der „Solothurn“-Reihe mit Ermittler Dominik Dornach erschienen.
2017 brachte Gasser mit «Schwarzbubenland» den ersten Roman mit der investigativen Solothurner Journalistin Cora Johannis als Hauptcharakter heraus. Die Protagonistin mit Migrationshintergrund soll auf die integrative Vielfalt der Schweizer Kultur hinweisen. Anders als in den Solothurner Krimis ermittelt Johannis in der Regel entlang der Sprachgrenze zur französischsprachigen Westschweiz, was die Verbundenheit des deutschsprachigen Kantons Solothurn mit der Romandie zum Ausdruck bringen soll. 2019 erschien der zweite Roman mit Johannis unter dem Titel «Blutlauenen» – ein Thriller des „Huis Clos“-Genres über einen Freundeskreis, der wegen eines Unwetters in einem Jagdschloss in den Berner Alpen eingeschlossen wird, wo ein Mörder sein Unwesen treibt.
Weitere Bücher ausserhalb der beiden Serien umfassen einen Reiseführer des Kantons Solothurn mit dem Titel «111 Orte im Kanton Solothurn die man gesehen haben muss», den er zusammen mit der Autorin und Journalistin Barbara Saladin verfasste. 2021 ist sein siebenter Roman mit dem Titel „Wenn die Schatten sterben“ erschienen, ein Kriminalroman, der sich mit den Machenschaften von Nationalsozialisten und Schweizer Faschisten rund um die damals in deutschem Besitz stehende Waffenfabrik Solothurn in Zuchwil befasst.
Seit Mai 2021 widmet der Schweizer Schriftstellerweg in Olten dem Autor die „Krimitour Christof Gasser“. Dabei handelt es sich um fünf Audiostationen in der Oltner Altstadt, wo Gasser einen für Olten geschriebenen Kurzkrimi in Deutsch und Französisch vorliest.
Bis 2019 figurierten Gassers Titel in der Kategorie «Taschenbuch» jeweils während mehreren Wochen auf den Bestsellerlisten des Schweizer Buchhändler- und Verlegerverbandes SBVV. Für 2017 weist die «Taschenstatistik 2018 Kultur in der Schweiz» des Bundesamtes für Kultur Gasser als den erfolgreichsten deutschsprachigen Schweizer Autor von in der Deutschschweiz verkauften Taschenbüchern aus. Seine ab 2020 erschienen Titel werden auf der SBVV-Bestsellerliste Kategorie „Hardcover“ geführt.
Neben seinen Büchern veröffentlicht er auch Kurzgeschichten, zuletzt in der 2023 erschienenen Anthologie „Mord in der Badi“,
Gasser ist als Gastkolumnist bei der Solothurner Zeitung tätig.

## Romane

### Solothurn-Krimi-Serie mit Dominik Dornach
- Solothurn trägt Schwarz. Emons Verlag, Köln 2016,[11] ISBN 978-3-95451-783-1.
- Solothurn streut Asche. Emons Verlag, Köln 2017,[12] ISBN 978-3-7408-0050-5.
- Solothurn spielt mit dem Feuer. Emons Verlag, Köln 2018,[13] ISBN 978-3-7408-0305-6.
- Solothurn tanzt mit dem Teufel. Emons Verlag, Köln 2020,[14] ISBN 978-3-7408-0624-8.[15]
- Solothurn blickt in den Abgrund. Emons Verlag, Köln 2022, ISBN 978-3-7408-1395-6.
- Solothurn hüllt sich in Schweigen.  Emons Verlag, Köln 2023, ISBN 978-3-7408-1840-1.

### Cora-Johannis-Serie
- Schwarzbubenland. Emons Verlag, Köln 2017,[16] ISBN 978-3-7408-0178-6.
- Blutlauenen. Emons Verlag, Köln 2019,[17] ISBN 978-3-7408-0508-1.
- Spiegelberg. Emons Verlag, Köln 2024, ISBN 978-3-7408-2109-8.

### Einzel-Krimis
- Wenn die Schatten sterben. Emons Verlag, Köln 2021, ISBN 978-3-7408-1208-9.
- Drei Seen und ein Todesfall. Dörlemann, Zürich 2025, ISBN 978-3-03820-162-5.

### Weitere Bücher
- 111 Orte im Kanton Solothurn, die man gesehen haben muss. Emons Verlag, Köln 2020, ISBN 978-3-7408-0975-1.[6]

### Kurzgeschichten
- Das gemeinsame Glück. In: Mensch Solothurn, Solothurn 2018, S. 56.[18]
- Der fünfte Stern. Kurzgeschichte in der Anthologie «Hinter den Sternen träumen die Engel – Weihnachtsgeschichten aus der Schweiz».[19] Paulusverlag, Einsiedeln 2019, ISBN 978-3-7228-0933-5.
- Der Schatz im Franzoseneinschlag. Kurzgeschichte in der Anthologie «Schaurige Orte in der Schweiz», Gmeiner Verlag, Messkirch, 2021[15]
- Dinner for Two - Liebe geht durch den Magen. In: MordsSchweiz. Anthologie, Gmeiner Verlag Messkirch 2021[20]
- Katzenauge - der Oltner Krimi. In: Das Schaukelpferd in Bichsels Garten. Anthologie, Knapp Verlag, Olten, 2021[21]
- Keine Weihnacht für Santa Klaus.[22] In: Mord im Chalet. Anthologie, Atlantis, Zürich 2022
- Ex Voto. In: Mord in der Badi.[10] Anthologie, Atlantis, Zürich 2023

### Ausgewählte Kolumnen
- Politisch korrekt an die Wand fahren.[23] Solothurner Zeitung vom 24. Oktober 2018.
- Mord allein macht keinen Krimi.[24] Solothurner Zeitung vom 21. Februar 2019.
- Der Ruf der Natur und die göttliche Ordnung.[25] Solothurner Zeitung vom 19. Juni 2019.
- Das Klima, ein wurmstichiger Apfel und eine gute Nachricht.[26] Solothurner Zeitung vom 16. Oktober 2019
- Der böse Keim im Guten.[27] Solothurner Zeitung vom 6. Februar 2020
- Die perfekte Verschwörung.[28] Solothurner Zeitung vom 3. Juni 2020
- Auf ins neue Mittelalter.[29] Solothurner Zeitung vom 15. Oktober 2020
- Die Schweizer Crux mit dem Krimi.[30] Solothurner Zeitung vom 23. Januar 2021
- Von Toleranz, Idioten und fröhlichen Winden.[31] Solothurner Zeitung vom 15. September 2021